# Basílica da Rainha de Todos os Santos
A Basílica da Rainha de Todos os Santos (em inglês: Queen of All Saints Basilica) é uma basílica menor católica, localizada na cidade de Chicago, nos Estados Unidos. A igreja é dedicada a Nossa Senhora Rainha.